# Isamu Hirabayashi
Isamu Hirabayashi (平林勇, Hirabayashi Isamu), né le 25 juin 1972 à Shizuoka, est un réalisateur japonais de courts-métrages, publicités et animations.

## Biographie
Après des études d'art à l'université de Musashino, Isamu Hirabayashi travaille en tant que designer avant de se lancer en tant que réalisateur indépendant. Il réalise également de nombreuses publicités pour la télévision japonaise.
En 2011, son court-métrage 663114 remporte le prix Noburō Ōfuji du prix du film Mainichi et la mention spéciale du Prix Génération de la Berlinale 2011.

## Filmographie

### Courts-métrages
- 2001 : Cockroach
- 2002 : Penis
- 2003 : Helmut
- 2003 : Textism
- 2005 : Conversation With Nature
- 2006 : Doron
- 2007 : A Story Constructed of 17 Pieces of Space and 1 Maggot
- 2008 : Babin
- 2010 : Aramaki
- 2010 : Shikasha
- 2011 : Matou
- 2011 : 5 + Camera
- 2012 : 663114
- 2013 : Ninja & Soldier
- 2014 : Soliton
- 2015 : Kibiso
- 2015 : Keshinomi

### Animation
- 2013 : Shimajirô to fufu no daibôken - sukue nanairo no hana (劇場版しまじろうのわお！しまじろうとフフのだいぼうけん?)
- 2014 : Shimajiro to Kujira no Uta (劇場版しまじろうのわお！　しまじろうとくじらのうた?)

## Distinctions

### Récompenses
- 2006 : International Young Filmmakers Festival Granada : grand prix pour Doron
- 2006 : Busan Asian Short Film Festival : grand prix pour Doron
- 2008 : Festival international du film de Locarno : prix du jury jeune et prix de la vidéo sous-titrée pour Babin[4]
- 2011 : Prix du film Mainichi : prix Noburō Ōfuji pour 663114[2]
- 2011 : Sapporo International Short Film Festival : meilleur très-court-métrage et meilleur film expérimental pour Matou
- 2012 : 62e festival du film de Berlin, prix Génération, mention spéciale pour 663114[3]

### Nominations
- 2008 : Festival international du film de Locarno : meilleur court métrage international (Pardino d'oro) pour Babin
- 2010 : 60e festival du film de Berlin : meilleur court-métrage pour Aramaki
- 2010 : 63e édition du festival de Cannes : Shikasha sélectionné pour la Quinzaine des réalisateurs
- 2011 : 68e édition de la Mostra de Venise : prix Orizzonti pour 663114
- 2013 : 63e édition du festival du film de Berlin : prix Génération pour Ninja & Soldier
- 2014 : 64e édition du festival du film de Berlin : prix Génération pour Soliton[5]